# 芦屋仏教会館
芦屋仏教会館（あしやぶっきょうかいかん）は、兵庫県芦屋市前田町にある近代建築。公益財団法人芦屋仏教会館が運営している。
仏教講演会のほか、各種文化教室に利用される。建物正面の窓には蓮の花をモチーフにしたステンドグラスが配され、また聖徳太子像が鎮座する壇を正面に固定椅子と机が整然と並ぶなど、キリスト教の教会のような雰囲気を持つ。

## 歴史
1927年（昭和2年）、丸紅商店（現丸紅）初代社長である伊藤長兵衛の出資によって、崇信会（財団法人芦屋仏教会館の前身）の会館として芦屋川畔に建築された。
1949年（昭和24年）から1954年（昭和29年）には、3階にある書庫を改装して芦屋市立図書館が創設された。
1995年（平成7年）1月17日に発生した阪神・淡路大震災では、周辺の洋風建築の殆どが全壊する中、芦屋仏教会館の被害は軽微であった。その後、2003年（平成15年）には芦屋西部第一地区震災復興土地区画整理事業の道路拡張工事に伴い、曳家工法により西側に約2.5m移築された。
2018年（平成30年）3月27日には国の登録有形文化財に登録された。2018年（平成30年）10月10日には市内初の景観重要建造物に指定された。

## 利用案内
交通アクセス
- 芦屋川駅（阪急電鉄）より徒歩約7分
- 芦屋駅 (JR西日本)より徒歩約9分
- 芦屋駅 (阪神)より徒歩約13分

開館日
利用に関しては、受付・相談日、毎月1・2・3土日に直接相談する。